# Hépatocyte

Vue en coupe d'un hépatocyte

Les hépatocytes ou cellules hépatiques (de hépato-, « foie », et -cytes, « cellules ») sont des cellules constituant la grande majorité des cellules du foie. Ce sont de véritables usines biochimiques, assurant de nombreuses fonctions métaboliques. Elles servent par exemple au stockage ou à la libération du glucose, dans le cadre de l'hypoglycémie ou de l'hyperglycémie. Cette fonction est activée lorsque le pancréas sécrète soit de l'insuline, soit du glucagon. L'insuline provoque un stockage du glucose alors que le glucagon provoque la libération de celui-ci.

## Structures
Les hépatocytes ont une forme polyédrique de 20-30 µm de côté. Ils sont organisés en travées, appelées travées de Remak. Ils ont la particularité de comporter parfois deux noyaux, alors que la plupart des cellules eucaryotes n'en ont qu'un. Ce sont des cellules polarisées : elles possèdent une face exposée au sang dont elles ne sont séparés que par un endothélium, et sur la face opposée elles constituent un réseau de canalicules biliaires par accolement de leurs membranes. Elles sont ainsi organisées en acinus.
Ils constituent 70 % des cellules du foie.
Les hépatocytes humains normaux ont souvent une polyploïdie, c'est-à-dire qu'ils contiennent un nombre d'ensembles de chromosomes différent de 2, et jusqu'à 8 jeux de chromosomes au sein du noyau. Cette caractéristique est retrouvée chez d'autres mammifères.

## Fonctions
Les principales fonctions métaboliques des hépatocytes sont :
- la synthèse (glycogénogenèse) et la dégradation (glycogénolyse) du glycogène, en réponse à l'insuline et au glucagon, respectivement ;
- la néoglucogenèse à partir du glycérol provenant des lipides ;
- la dégradation de l'hémoglobine et la sécrétion exocrine de bile ;
- production et sécrétion de la vitellogénine à l'origine du vitellus des ovocytes (Amphibiens, Sauropsidés) sous l'influence des œstrogènes ;
- le traitement de nombreuses substances toxiques dont l'alcool, grâce à leur système enzymatique (Cytochrome P450, etc.) ;
- l'excrétion des pigments et des sels biliaires ;
- la synthèse de cholestérol
- la synthèse d'albumines
- la production de facteurs de la coagulation de sang (facteurs II, V, VII, IX, X, antithrombine III, protéine C et protéine S).

Leurs organites et leurs enzymes leur permettent d'assurer ces fonctions.